# 国家动漫园

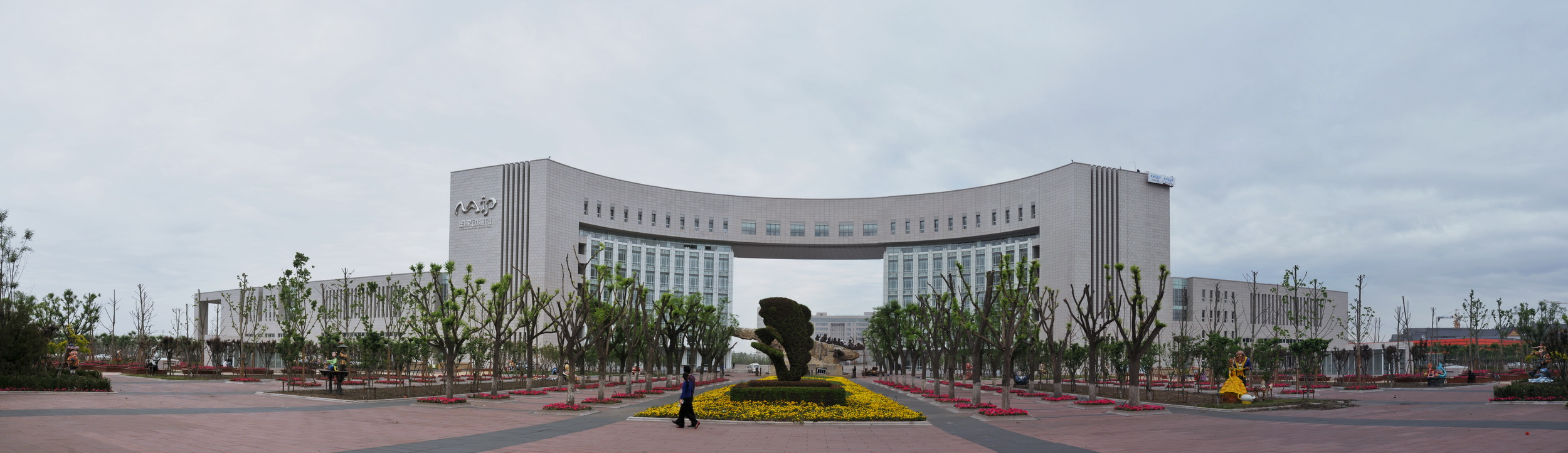
国家动漫园全景

国家动漫园，（英語：National Animation Industry Park）位于天津市滨海新区中新天津生态城，是中国的国家级动漫产业综合示范园，同时是中新天津生态城的低碳支柱产业之一。国家动漫园，目前有180余家动漫企业入驻，将于2011年5月22日正式开园纳客。

## 概况

国家动漫园

2008年3月13日，国务院批复的《天津滨海新区综合配套改革试验总体方案》，明确提出在滨海新区“建设国家级滨海新区文化产业示范园区，整合、开发天津市乃至环渤海地区文化资源，使之成为新兴文化产业发展的策源地和示范区”。2009年3月天津市人民政府与中华人民共和国文化部签署《文化发展战略合作框架协议》，双方确定在中新天津生态城建设占地面积达到一个平方公里的国家动漫产业综合示范园。国家动漫园与中新天津生态城的产业规划相匹配，可以为中新生态城提供低碳产业和就业岗位。同时，由于生活配套设施完善，也降低了从业人员对于交通的需求，从而降低了碳排量。 2009年7月1日，中国传媒大学与中新天津生态城签署了战略合作协议，双方拟在合作共建“中国传媒大学国际动画学院”、共同申报建设国家动漫国际交流与研究中心、建立动漫教学创作基地。

## 区位
国家动漫产业综合示范园位于中新天津生态城起步区北部，距滨海新区核心区约15公里，距天津中心城区45公里，距北京150公里。在交通方面，国家动漫园毗邻天津港和天津滨海国际机场，距渤海海岸仅2.5公里。京津城际铁路、津秦客运专线、津滨轻轨和京津塘高速公路、京津高速公路、唐津高速公路等多条高速铁路、高速公路通达此处。

## 公共技术服务平台
国家动漫园公共技术服务平台位于园区内的动漫大厦，总建筑面积5000平米，由中华人民共和国文化部与天津市共同出资建设，目前一期设备已经建设完成，同时国家超级计算天津中心的天河一号超级计算机可为公共技术服务平台提供服务。